# Alexandre Deschapelles
Alexandre Deschapelles (n. 7 martie 1780, Ville-d'Avray, Métropole du Grand Paris, Franța – d. 27 octombrie 1847, Paris, Île-de-France, Franța) a fost un celebru șahist francez, care este considerat neoficial drept campion mondial al acestui joc (1800-1820). 